# Élisée Bourde
Adolphe Élisée Rosalie Bourde, né à Saint-Jean-d'Avelanne (Isère) le 10 février 1859 et mort à Lyon (3e arrondissement) le 17 juillet 1935, est un peintre français.

## Biographie
Élève des Beaux-Arts de Lyon (1876) où il deviendra enseignant de dessin en 1903, il est aussi celui d'Alexandre Cabanel et de Carolus Duran à Paris. 
Il obtient en 1886 une mention honorable au Salon des artistes français ainsi qu'une bourse de voyage. 